# Arachnologie
Arachnologie (von altgriechisch ἀράχνη aráchnē, deutsch ‚Spinne‘ und -logie) ist die Wissenschaft von den Spinnentieren und ein Gebiet der speziellen Zoologie.
Die Arachnologie untersucht
- Spinnentiere (Arachnida als Klasse der Kieferklauenträger)
  - Webspinnen (Aranea)
  - Weberknechte (Opiliones)
  - Walzenspinnen (Solifugae)
  - Pseudoskorpione (Pseudoscorpiones)
  - Skorpione (Scorpiones)
  - Geißelskorpione
  - Milben, Zecken (Acari und Ixodes)
  - Geißelspinnen (Amblypygi)

Die Arachnologie untersucht unter anderem Anatomie, Lebensweise, Verhalten, ökologische Funktion, Vorkommen und Verbreitung der Spinnentiere.
Wahrscheinlich wegen der weitverbreiteten Abneigung gegenüber Spinnen (Arachnophobie) ist der Forschungsstand dieser Disziplin im Vergleich zu anderen Fachgebieten der speziellen Zoologie weniger weit gediehen. Da Spinnentiere jedes terrestrische Ökosystem besiedeln und sogar im Wasser leben, zudem die Arten und Unterarten der Familien weltweit verbreitet leben und sehr hohe Spezialisierungsgrade unterschiedlicher Ausrichtungen aufweisen, besteht erheblicher Forschungsbedarf: Es ist anzunehmen, dass selbst in Mitteleuropa immer noch nicht alle Arten beschrieben wurden.